# Gudindernes Strid (ballet)
Gudindernes Strid er en ballet i to akter fra 1933 af Viggo Cavling. Koreografien er lavet af Harald Lander, og musikken er komponeret af Emil Reesen.
Balletten havde premiere i 1933 på Det Kongelige Teater.